# دانيال بي فريدمان
دانيال بي فريدمان (بالإنجليزية: Daniel P. Friedman)‏ هو عالم أمريكي، ولد في 1944.